# 4e armée (Union soviétique)
Pour les articles homonymes, voir 4e armée.
La 4e armée est une unité de l'Armée rouge durant la Grande Guerre patriotique.

## Historique opérationnel
La quatrième armée est créée en août 1939 dans le district militaire de Biélorussie. En septembre 1939 la quatrième armée participe à l'invasion soviétique de la Pologne. Elle participe au défilé militaire germano-soviétique à Brest-Litovsk le 22 septembre 1939.

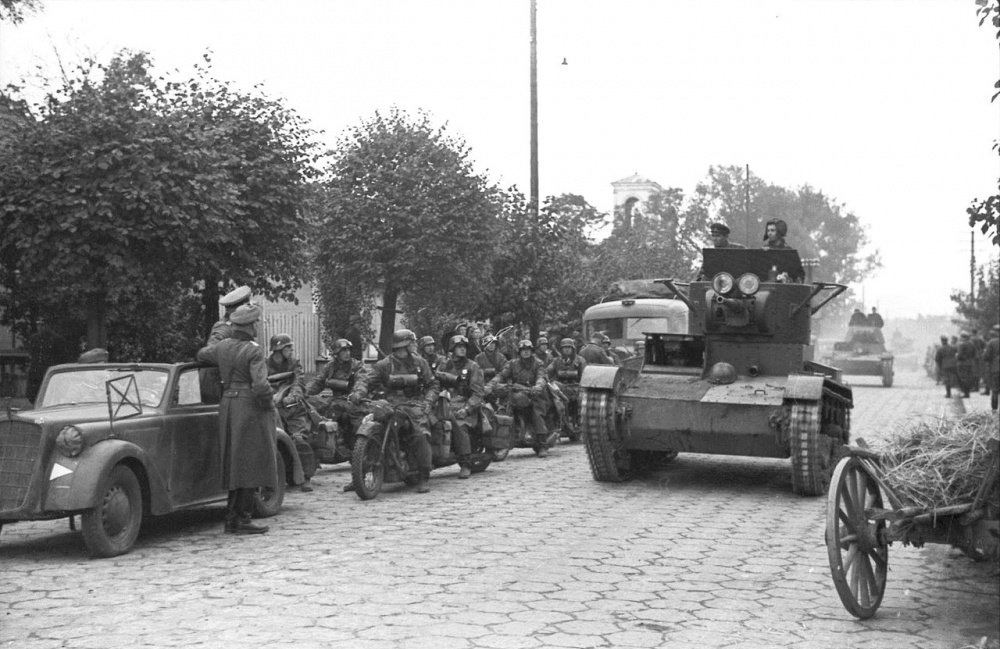
Char soviétique T-26 (char) qui passe devant des unités de Wehrmacht lors du défilé militaire germano-soviétique à Brest-Litovsk le 22 septembre 1939.

Au début de l'opération Barbarossa, le 22 juin 1941, l'armée fait partie du Front de l'Ouest (Seconde Guerre mondiale). Avec le 28e corps d'infanterie dont la 6e division d'infanterie et la 42e division d'infanterie, 14e corps mécanisé avec le 49e division d'infanterie et 75e division d'infanterie
De janvier à avril 1942 elle combat durant le siège de Leningrad, principalement à la bataille de Liouban.

## Liste des commandants
- Alexandre Korobkov (1939-8 juillet 1941)
- Leonid Sandalov (en) (8-23 juillet 1941)
- V. F. Iakovlev (26 septembre 1941 - 11 septembre 1941)
- Kirill Meretskov (9 novembre 1941 - 16 décembre 1941)
- Alexeï Petrovitch Ivanov (16 décembre 1941 - 3 février 1942)
- Piotr Ivanovitch Liapine (3 février 1942 - 25 juin 1942)
- Nikolaï Goussev (26 juin 1942 - 30 octobre 1943)
- Ivan Sovetnikov (1944-1945)